# Sulkovec
Sulkovec är en ort i Tjeckien.   Den ligger i regionen Vysočina, i den östra delen av landet, 150 km öster om huvudstaden Prag. Sulkovec ligger 680 meter över havet och antalet invånare är 199.
Terrängen runt Sulkovec är platt åt nordväst, men åt sydost är den kuperad. Sulkovec ligger uppe på en höjd. Runt Sulkovec är det ganska glesbefolkat, med 42 invånare per kvadratkilometer. Närmaste större samhälle är Svitavy, 19,9 km nordost om Sulkovec. I omgivningarna runt Sulkovec växer i huvudsak blandskog.